# Guichen (1897)
Guichen – francuski krążownik pancernopokładowy I klasy z przełomu XIX i XX wieku. Był jedynym zbudowanym okrętem swojego typu, projektowanym z myślą o zwalczaniu żeglugi. Służył we francuskiej marynarce wojennej podczas I wojny światowej na Morzu Śródziemnym, odznaczając się podczas ratowania ludności ormiańskiej w 1915 roku. Od 1916 roku służył do transportu wojska. Wycofany ze służby w 1921 roku i złomowany.
Okręt miał wyporność normalną 8282 tony, a jego główne uzbrojenie stanowiły dwa działa kalibru 164,7 mm i sześć dział kalibru 138,6 mm. Napędzały go maszyny parowe, pozwalające na osiąganie prędkości 23 węzłów.

## Zamówienie i budowa

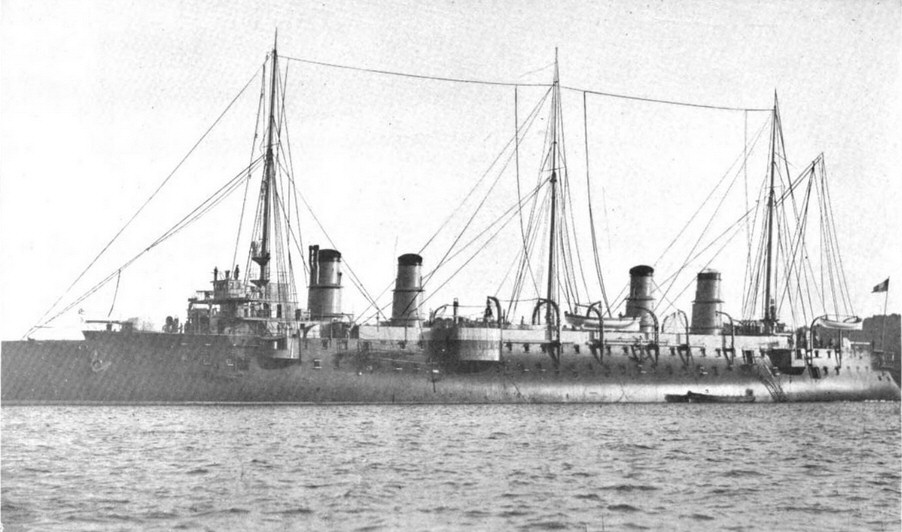
„Guichen” podczas prób morskich w 1900, z trzema masztami

„Guichen” był jednym z dwóch dużych krążowników pancernopokładowych zbudowanych pod koniec XIX wieku dla marynarki francuskiej według różnych projektów specjalnie z myślą o działaniach rajderskich – zwalczaniu żeglugi na odległych liniach komunikacyjnych. We władzach decydujących o rozwoju marynarki francuskiej ścierały się wówczas poglądy zwolenników tzw. młodej szkoły – Jeune École i tradycjonalistów, czego jednym z efektów była budowa licznych pojedynczych okrętów o różnych charakterystykach w celu poszukiwania optymalnych rozwiązań. W ostatniej dekadzie XIX wieku artyleria średniego kalibru strzelająca pociskami wybuchowymi spowodowała stopniowe odejście od dużych krążowników pancernopokładowych na rzecz lepiej chronionych krążowników pancernych, lecz mimo to zdecydowano się na budowę nowych okrętów w tym układzie konstrukcyjnym, zakładając, że dzięki wysokiej prędkości ponad 23 węzłów będą one w stanie uciec silniejszym przeciwnikom. Wielkość okrętów wynikała z wymogu posiadania silnych maszyn i dużego zapasu węgla, pozwalających na uzyskanie wysokiej prędkości i oceanicznego zasięgu. Wobec przewidywanego zastosowania przeciw statkom, mniej istotne było silne uzbrojenie i opancerzenie. Wzorowano się w tym zakresie na amerykańskich krążownikach typu Columbia, budowanych w tym samym celu. Inicjatywa budowy takich okrętów wyszła w 1894 roku ze strony Ministra Marynarki Felixa Faure′a. Projekty zaproponowały trzy francuskie stocznie, z czego wybrano do realizacji dwa: „Guichen” i „Châteaurenault”. Początkowo nazwano je nową klasą szybkich krążowników (fr. croiseur rapide), lecz ostatecznie w 1897 roku zostały zaklasyfikowane jako krążowniki I klasy. Ich koncepcja jednak okazała się chybiona, gdyż w tym czasie już w Wielkiej Brytanii, uznawanej za potencjalnego wroga, powstawały lepiej chronione silniejsze krążowniki pancerne o podobnej prędkości.
9 października 1895 roku zamówiono pierwszy okręt w stoczni Ateliers et Chantiers de la Loire w Saint-Nazaire. Projekt był autorstwa biura technicznego stoczni, sporządzony pod ogólnym nadzorem inż. Louisa de Bussy. Otrzymał nazwę „Guichen” na cześć francuskiego admirała Luc Urbain du Bouëxic hrabiego de Guichen (1712–1790). Stępkę pod budowę okrętu położono pod koniec maja 1896 roku. Kadłub wodowano 26 października 1897 roku. 10 października 1898 roku okręt został przejęty przez marynarkę do prób. W 1899 roku rozpoczęto próby morskie, które przebiegały z problemami dotyczącymi kotłów, a oficjalne próby prowadzono wiosną 1900 roku. „Guichen” został przyjęty do służby po próbach 9 marca 1900 roku. Koszt budowy wyniósł 14,53 milionów franków (równowartość ponad 575 tysięcy funtów).

## Opis

### Ogólna architektura i konstrukcja

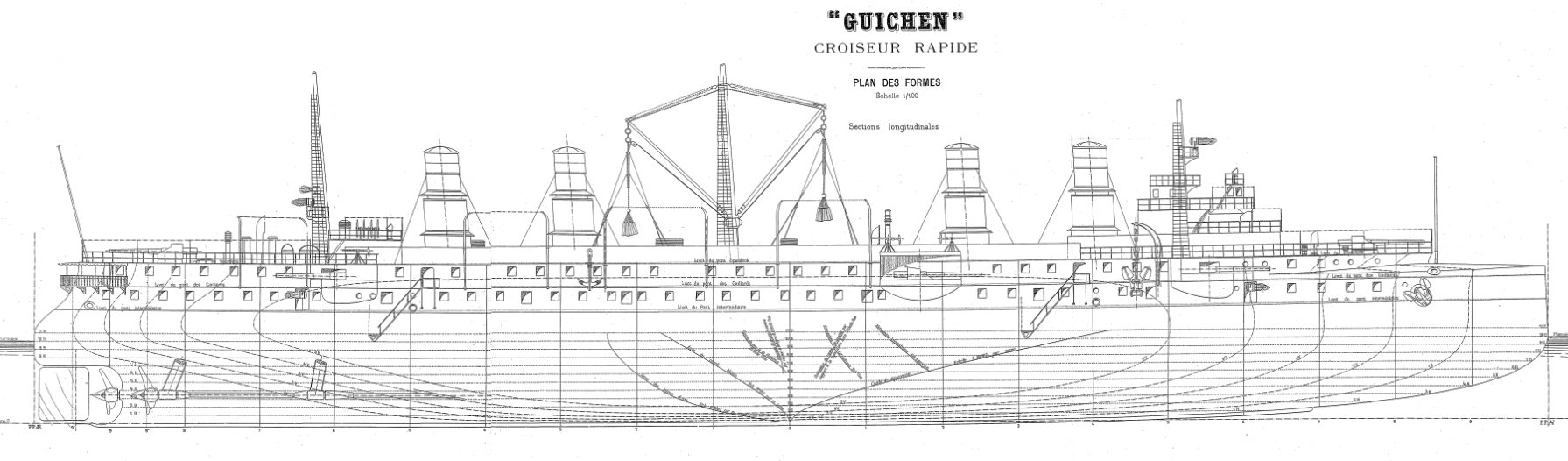
Plan stoczniowy linii kadłuba (maszty według pierwotnego projektu)

Krążownik „Guichen” miał cechy konstrukcyjne typowe dla francuskich okrętów przełomu wieków. Jako pierwszy wprowadził charakterystyczną symetryczną architekturę, z dwoma szeroko rozstawionymi na długości kadłuba grupami kotłowni z kominami, przedzielonymi maszynowniami – stanowił w tym zakresie rozwinięcie idei zawartych w projekcie krążownika „D’Entrecasteaux”, w którym po raz pierwszy umieszczono maszynownię między kotłowniami. Okręt był gładkopokładowy – jedynie na samym dziobie, przed działem dziobowym, pokład górny był charakterystycznie tylko dla tego krążownika obniżony. Samo działo było umieszczone na podwyższonym pokładzie górnym, wyprofilowanym od przodu w celu unikania zalewania. Głównym elementem wyróżniającym sylwetkę były dwie rozsunięte pary kominów. Kadłub był dosyć pękaty na śródokręciu i ostro zakończony w kierunku dziobu i rufy w celu rozwijania dużych prędkości. Burty miały natomiast silne pochylenie dośrodkowe. Dziobnica była pionowa, co stanowiło po raz pierwszy odejście od charakterystycznych dziobnic taranowych w formie pługa wcześniejszych krążowników francuskich. Forma części dziobowej powodowała jednak intensywne zabryzgiwanie mostka podczas marszu z większymi prędkościami, co częściowo jedynie poprawiono podczas prób morskich. Rufa była wcięta w górnej części, schodząc do wody w formie spłaszczonej litery S, a bezpośrednio pod jej końcówką był ster. Na zewnątrz na rufie znajdowała się galeryjka kapitańska. Według niektórych autorów, sylwetka krążownika z jego rozmieszczeniem kominów mogła z daleka przypominać niemieckie statki pasażerskie. Na początku okręt wyróżniał się też posiadaniem trzech masztów: na niewielkiej nadbudówce dziobowej, pośrodku śródokręcia i na rufie. Środkowy maszt był dodany na etapie prób morskich i służył jako podstawa do bomów systemu Temperley do załadunku węgla w morzu. „Guichen” posiadał go od lutego 1900 do czerwca 1906 roku, kiedy został złamany i zrezygnowano z niego.
Kadłub był podzielony grodziami poprzecznymi na 17 głównych przedziałów wodoszczelnych. Ogółem w kadłubie były 84 pomieszczenia wodoszczelne. Na większości długości – pod 14 przedziałami ciągnęło się dno podwójne. Dno natomiast z zewnątrz nie miało miedzianego obszycia, stosowanego na okrętach przewidzianych do stałej służby w koloniach.
Wyporność normalna okrętu wynosiła po zbudowaniu 8281,9 ton (8151 ton angielskich). Długość okrętu wynosiła 133 m, zarówno całkowita, jak na linii wodnej i między pionami. Szerokość wynosiła 16,71 m, a zanurzenie 7,5 m.
Załoga liczyła początkowo 594 osoby, podawane jest też 604 osoby lub 625 osób.

### Uzbrojenie

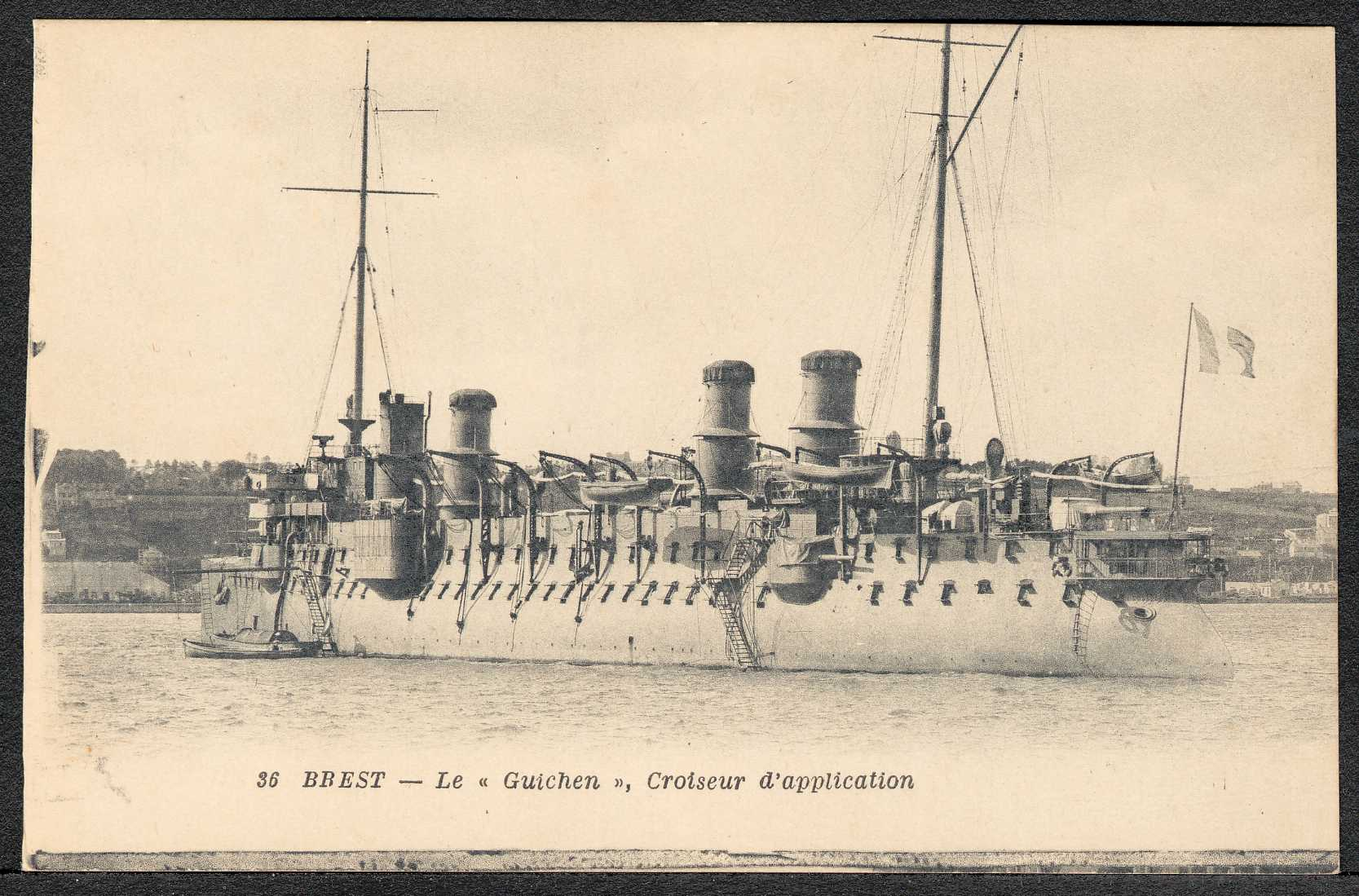
„Guichen” od rufy w Breście – widoczne uzbrojenie i pochylenie burt

Okręt miał artylerię główną składającą się z dwóch pojedynczych armat kalibru 164,7 mm i sześciu kalibru 138,6 mm. Działa kalibru 164,7 mm w stanowiskach z maskami pancernymi były ustawione na pokładzie na dziobie i rufie. Były one modelu M1893, o długości lufy 45 kalibrów (L/45). Strzelały pociskami przeciwpancernymi o masie 54,2 kg lub półpancernymi o masie 52,6 kg. Po trzy działa kalibru 138,6 mm były umieszczone na każdej z burt: dziobowe i rufowe w kazamatach, a środkowe z maskami pancernymi na zakrytych sponsonach. Działa te były również modelu M1893, o długości lufy L/45. Strzelały pociskami przeciwpancernymi lub półpancernymi o masie 35 kg. Dziobowe i rufowe pary dział w kazamatach mogły prowadzić ogień w kierunku odpowiednio dziobu lub rufy i na burtę, natomiast działa na sponsonach miały kąt ostrzału około 180° (możliwość prowadzenia ognia na wprost w kierunku dziobu lub rufy była jednak teoretyczna, z uwagi na uszkadzanie kadłuba i iluminatorów od podmuchu). Wszystkie działa miały indywidualne elektryczne windy amunicyjne. Zapas amunicji wynosił nominalnie 535 pocisków kalibru 164,7 mm i 1347 pocisków kalibru 138,6 mm, a maksymalnie odpowiednio 590 i 1600. Uzbrojenie to, takie same jak w „Châteaurenault”, uważane było jednak za zbyt słabe w stosunku do wielkości okrętu. 
Uzbrojenie pomocnicze stanowiło 12 dział 47 mm Hotchkiss M1885 L/40, ustawionych parami na pokładzie i nadbudówkach po obu burtach. Uzupełniały je trzy działka 37 mm Hotchkiss M1885 L/20, przewidziane między innymi do użytku na łodziach okrętowych. W 1915 roku działka 37 mm zamieniono na karabiny maszynowe oraz zdjęto dwa działa 47 mm. We wrześniu 1916 roku cztery działa 47 mm zamieniono na przeciwlotnicze tego samego kalibru. Pozostałe sześć zwykłych armat 47 mm zdjęto w maju 1917 roku. W listopadzie tego roku zdjęto również cztery armaty 138,6 mm z kazamat. Początkowo okręt posiadał również dwie nadwodne wyrzutnie torped kalibru 450 mm, ale zostały zdjęte po próbach morskich. Brak informacji, gdzie miały się znajdować. Okręt był wyposażony w sześć reflektorów średnicy 60 cm.

### Opancerzenie

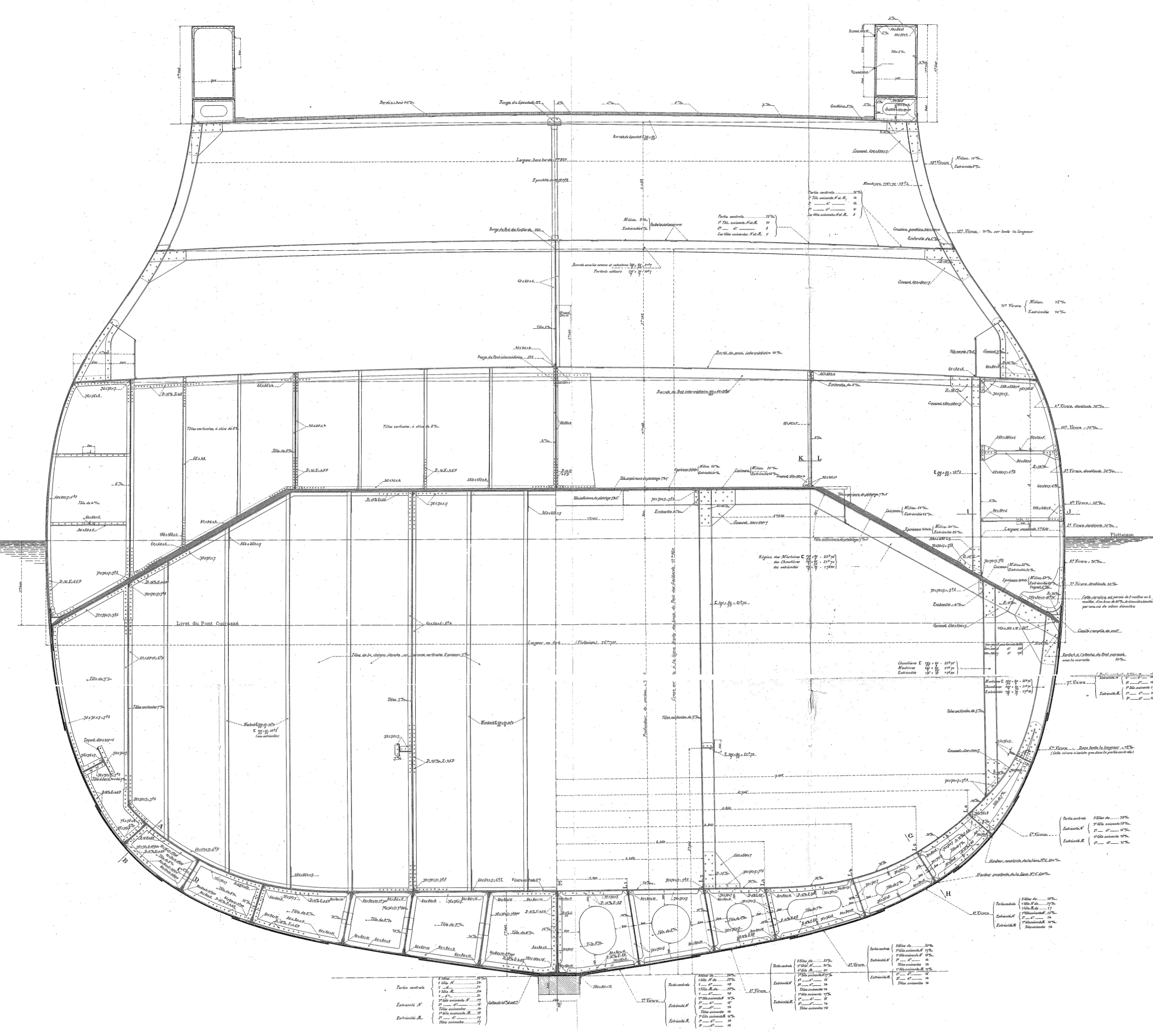
Przekrój stoczniowy „Guichena”, pokazujący szczegóły pokładu pancernego

Opancerzenie okrętu obejmowało przede wszystkim typowy dla krążowników pancernopokładowych wewnętrzny pokład pancerny, wykonany z miękkiej stali, umieszczony na wysokości 78 cm nad konstrukcyjną linią wodną, z bocznymi skosami schodzącymi na 1,35 m poniżej linii wodnej. Skosy pokładu miały nachylenie 29° od poziomu. W środkowej poziomej części miał on na większości długości grubość 35 mm, a skosy miały grubość 80 mm w górnej części i 50 mm w dolnej pod linią wodną – przy tym do ogólnej grubości wliczane jest podłoże z dwóch warstw stali konstrukcyjnej grubości łącznie 15 mm. Tylko w rejonie dziobu i rufy pokład pancerny był cieńszy: 30 mm w środkowej części i od 50 do 35 mm na skosach, wraz z podłożem. Burty były dodatkowo chronione przez 50 przylegających od wewnątrz specjalnych pustych przedziałów (koferdamów) nad skosami pasa pancernego, o szerokości 1,36 m. Pomieszczenia kotłowni i maszynowni były zaś chronione burtowymi zasobniami węglowymi. Wzmocnione dwuwarstwowe poszycie burt ze stali konstrukcyjnej w rejonie pokładu pancernego, niestanowiące pancerza, miało grubość 20 mm.
Artyleria główna była chroniona przez głębokie maski pancerne ze stali chromoniklowej grubości 54 mm. Kazamaty miały pancerz 40 mm (na 15-milimetrowym poszyciu), a od góry i dołu pancerz 15 mm. Wieża dowodzenia miała opancerzenie ścian grubości 160 mm, dachu 40 mm i podłogi 15 mm, a pod nią był szyb komunikacyjny o ścianach grubości 70 mm. Ogólna masa pancerza wynosiła nieco ponad 500 ton (6,3% wyporności).

### Napęd
„Guichen” był napędzany trzema czterocylindrowymi pionowymi maszynami parowymi potrójnego rozprężania. Maszyny umieszczone były w trzech równoległych maszynowniach pośrodku długości kadłuba. Napędzały one trzy trójłopatowe śruby. Śruby miały skok 5,92 m i średnicę 4,7 m (środkowa) i 5 m (zewnętrzne); na skutek jednak prób stoczniowych musiały być wymienione na inne. Parę dostarczało 36 kotłów systemu Lagrafel d′Allest, należących do trzech typów, umieszczonych w sześciu kotłowniach. Trzy kotłownie znajdowały się przed maszynowniami, a trzy za nimi, co miało zapewnić większą przeżywalność okrętu. Rurki kotłów miały jednak zbyt cienkie ścianki, dla zmniejszenia masy, stąd okazały się później zawodne w eksploatacji. Nominalna moc indykowana siłowni wynosiła 24 000 KM, a prędkość projektowa 23 węzły, natomiast maksymalna moc indykowana siłowni uzyskana na próbach trzygodzinnych 9 listopada 1899 roku wyniosła 25 455 KM, a prędkość 23,54 węzła.
Maksymalny zapas paliwa – węgla wynosił 1860 ton, ponadto można było spalać pomocniczo ropę naftową, której okręt zabierał 80 lub według innych danych 200 ton. Zasięg wynosił 8430 mil morskich przy prędkości 10 węzłów. Manewrowość okrętu była oceniana jako dobra.

## Służba

### Przed I wojną światową

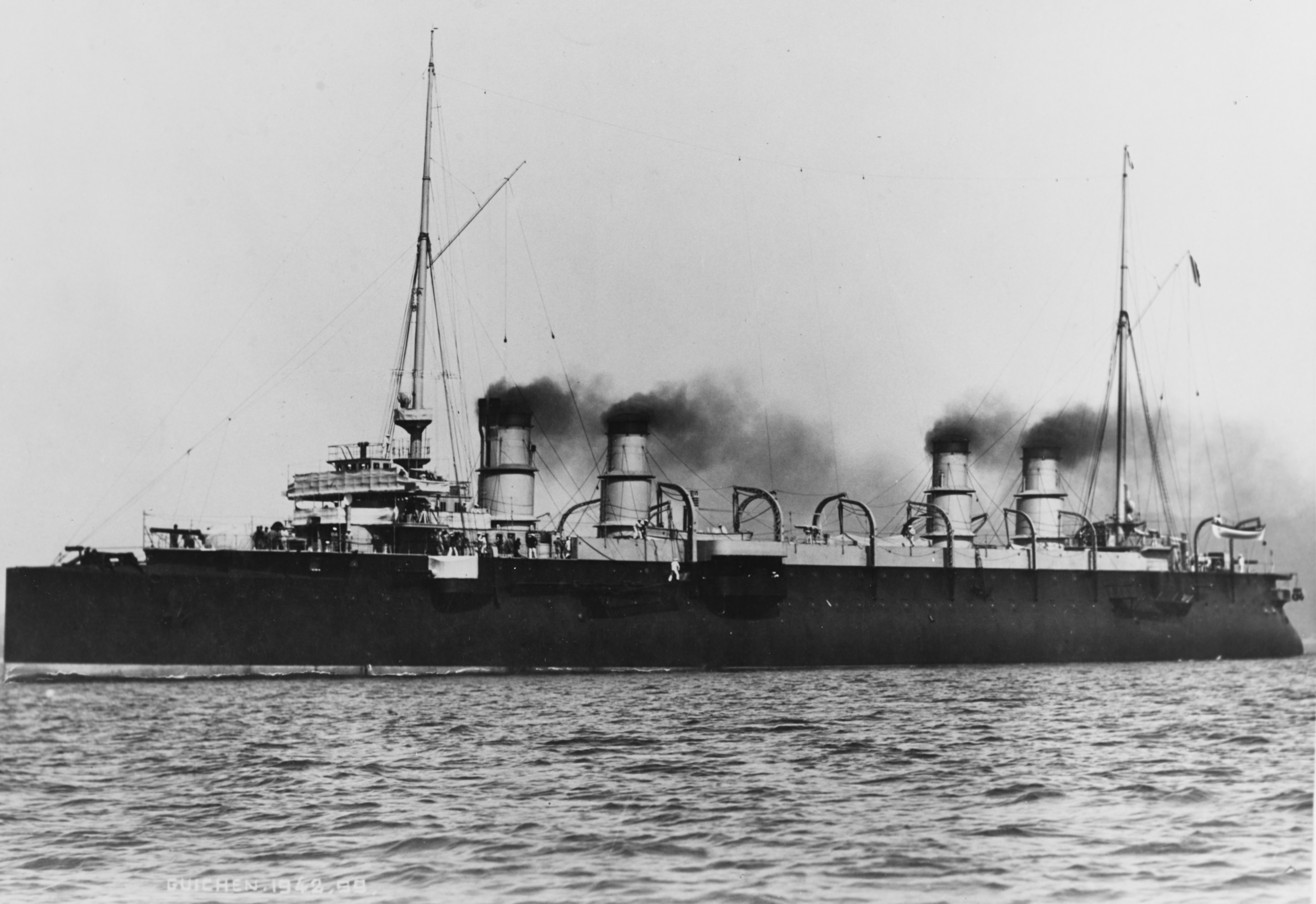
„Guichen” w początkowym okresie służby, z czarnym kadłubem

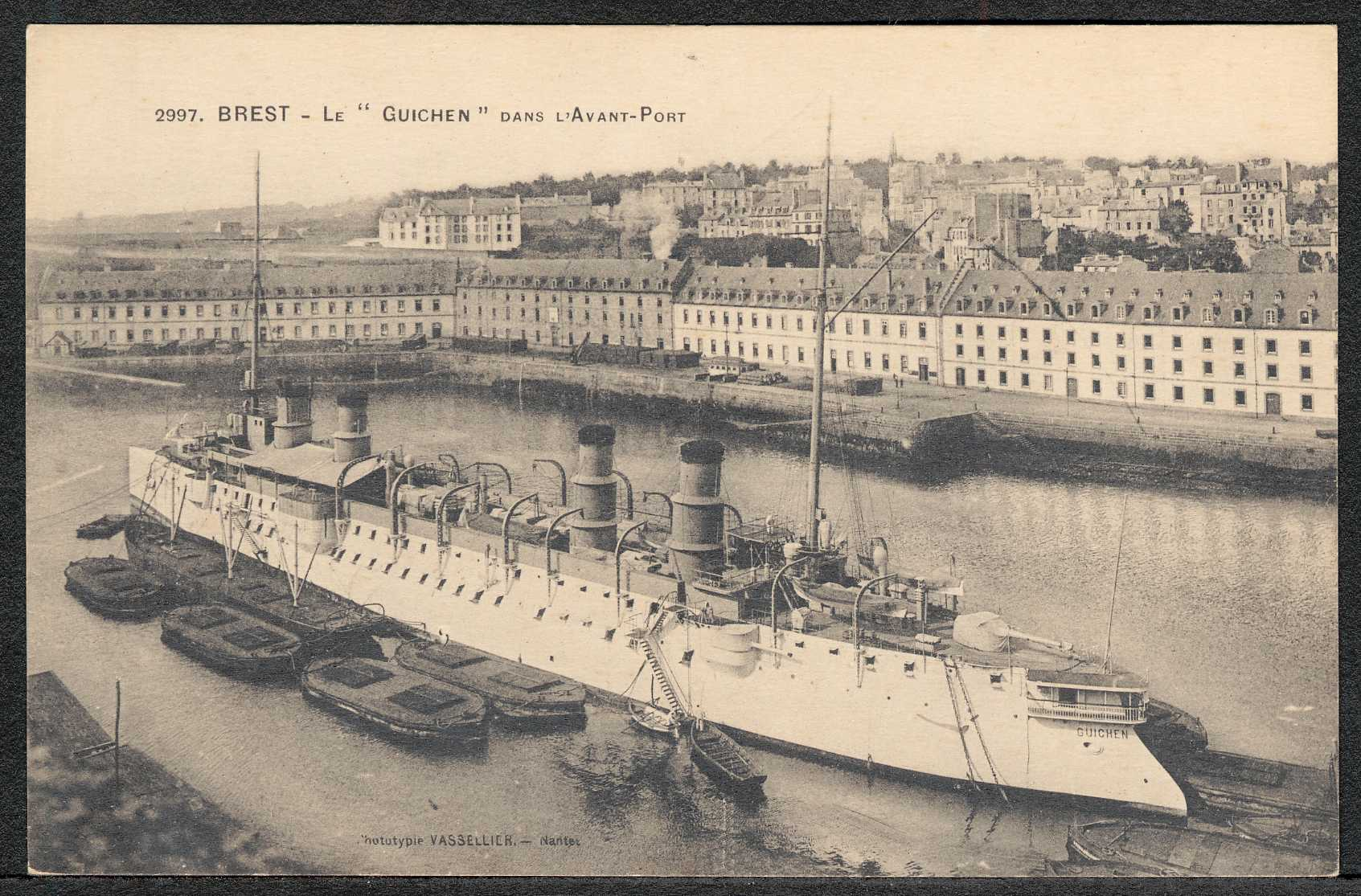
„Guichen” w Breście przed wojną

Po wejściu do służby, „Guichen” został 17 kwietnia 1900 roku przydzielony do Eskadry Północnej w Breście, lecz już 23 czerwca został wysłany na Daleki Wschód w związku z powstaniem bokserów, skąd powrócił 17 października 1901 roku. Doświadczenia z tropikalnej eksploatacji wykazały niewydolność systemu wentylacji kotłowni, który musiał zostać przerobiony. W maju 1902 roku „Guichen” wziął udział w wizycie prezydenta Francji Émile′a Loubeta w Petersburgu w Rosji (razem z krążownikiem „Montcalm” i mniejszymi okrętami), która miała znaczenie dla zacieśnienia sojuszu francusko-rosyjskiego. W 1903 roku przetransportował natomiast prezydenta Loubeta do Dover podczas jego wizyty w Wielkiej Brytanii.
„Guichen” służył następnie ponownie na we francuskich Indochinach, dokąd przybył w marcu 1905 roku. Został okrętem flagowym 2. Dywizji Eskadry Dalekowschodniej w miejsce „Châteaurenault”. W tym okresie 25 czerwca 1906 utracił środkowy maszt, złamany podczas uzupełniania węgla w Czyfu. 20 sierpnia 1906 roku w roli okrętu flagowego kadm. Emile′a Boisse został zastąpiony przez „D’Entrecasteaux”, po czym jesienią tego roku wrócił do Brestu. Między 24 kwietnia a 7 lipca 1910 roku „Guichen” został wysłany w rejs do Ameryki Południowej na obchody stulecia niepodległości Argentyny, odwiedzając estuarium La Platy, Buenos Aires, Montevideo i Dakar. W 1911 roku był remontowany. W latach 1912–1913 służył w Breście jako baza dla szkoły cieśli i żaglomistrzów. Następnie był wycofany do rezerwy.

### I wojna światowa
Po wybuchu wojny „Guichen” wszedł w skład 2. Eskadry Lekkiej na wybrzeżu atlantyckim. Po przywróceniu do czynnej służby, patrolował na Zatoce Biskajskiej i w kanale La Manche.
„Guichen” został następnie przebazowany na wschodnie Morze Śródziemne i od 23 maja 1915 roku wchodził w skład 3. Eskadry. Operował w rejonie wybrzeży syryjskich, należących do Imperium Osmańskiego. 5 września okręt przekazał około 300 karabinów zauważonemu na brzegu oddziałowi Ormian, walczących z Turkami, oraz ostrzelał pozycje tureckie. Przez kolejny tydzień operował dalej w tym rejonie i 9 września zniszczył ogniem dwa osmańskie składy amunicji. Ostatecznie wziął udział w ewakuacji 12 września z Musa Dagh do Port Saidu 4092 Ormian broniących się przed ludobójstwem ze strony Turków, z trzema innymi krążownikami „Desaix”, „Amiral Charner”, „D’Estrées” i transportowcem wodnosamolotów „Foudre”, samemu zabierając najwięcej – 1941 ludzi. W listopadzie powrócił do Brestu na remont.

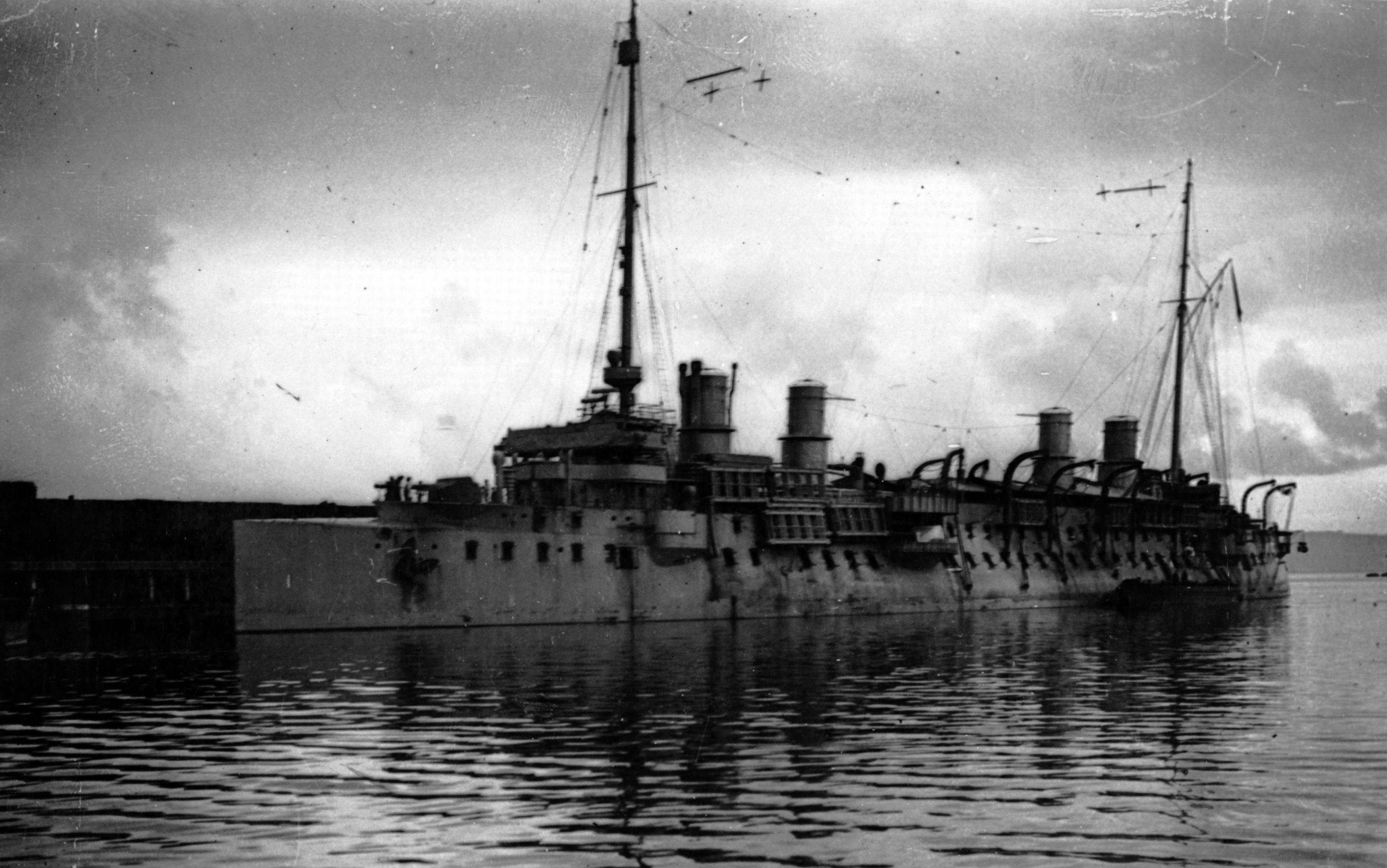
„Guichen” przystosowany do roli transportowca wojska w Tulonie. Widoczne tratwy ratunkowe.

W 1916 roku „Guichen” przejściowo pełnił służbę patrolową u wybrzeży zachodniej Afryki, kiedy trwały poszukiwania niemieckiego rajdera „Möwe”. Następnie dzięki pojemnemu kadłubowi został w sierpniu 1916 roku w Breście przystosowany do roli transportowca wojska. Wyposażono go wówczas w tratwy ratunkowe na pokładzie i dodatkowe kuchnie. Jako transportowiec służył od września 1916 roku na Morzu Śródziemnym, przewożąc wojska między Francją, Włochami a Grecją. Transportował m.in. we wrześniu tego roku rosyjskie wojska ekspedycyjne z Francji na front salonicki, do Salonik. W listopadzie 1917 roku w Tulonie w dalszym stopniu adaptowano go do tego celu, między innymi zdejmując dziobowe i rufowe pary dział 138,6 mm, a także redukując liczbę załogi. Jeszcze w maju zdjęto działka 47 mm oprócz czterech przeciwlotniczych. Zdemontowano też kotły z kotłowni 1 i 6 oraz wypełniono część przedziałów korkiem dla zwiększania niezatapialności. Okręt mógł przewozić wówczas 1200–1600 ludzi, a jego prędkość wynosiła do 17 węzłów. W 1918 roku przetransportował w obu kierunkach ponad 30 tysięcy żołnierzy, służąc w tym charakterze także po zakończeniu wojny. W 1919 roku przewiózł dalsze 6 tysięcy żołnierzy. Według starszych publikacji, w 1919 roku działał na Morzu Czarnym, lecz brak potwierdzenia tego w nowszych opracowaniach. 25 maja 1919 roku w porcie w Itei w Grecji doszło do buntu części załogi, żądającej zdemobilizowania, po czym bunt stłumiono, aresztując 35 członków załogi. Doprowadziło to jednak do zakończenia służby okrętu w tym charakterze.
30 maja okręt powrócił do Tulonu, kończąc służbę w charakterze transportowca. Skierowano go następnie do Brestu w celu remontu kotłowni. Z uwagi na wyeksploatowanie, remont uznano jednak za nieopłacalny. Okręt do listopada 1920 roku przebywał w rezerwie w Landévennec. Został wycofany z czynnej służby 7 marca 1921 roku, przeznaczony do definitywnego wycofania 12 listopada i skreślony z listy floty 29 listopada 1921 roku. 11 marca 1922 roku został sprzedany na złom, po czym złomowany w Breście.